# Ясельський повіт
Ясельський повіт (пол. powiat jasielski) — один з 21 земських повітів Підкарпатського воєводства Польщі. Утворений 1 січня 1999 року внаслідок адміністративної реформи.

## Загальні дані
Повіт знаходиться у південно-західній частині воєводства. Межує на сході з Кросненським повітом, на півночі — зі Стрижівським і Дембицьким, на заході — з Тарновським і Горлицьким, на півдні — зі Словаччиною.

## Історія
Повіт був створений 29 вересня 1855 р. (паралельно до наявного з 1850 р. судового повіту) у складі округу Пільзно.
За розпорядженням міністерства внутрішніх справ Австро-Угорщини 23 січня 1867 року під час адміністративної реформи місцевого самоврядування збільшені повіти, зокрема до попереднього Ясельського повіту (з 61 самоврядної громади-гміни) приєднані повіт Фриштак (з 22 гмін) і більша частина повіту Змигород (з 20 гмін) та частини повітів Бжостек (Бжиська, Блажкова, Чермна, Клодава, Колачиці-Місто, Ліпниця Дольна, Навсе-Колачицькі, Олпіни-Місто, Шежини, Свошова, Совіна, Уязд, Журова) і Беч (Ґлембока, Гаркльова, Ольшини, Йодлувка з Насаловою і Колкувками). Однак у повіті існували й надалі три окремі судові округи (повіти) — Ясло, Фриштак і Змигород.
У 1880 р. населення повіту становило 83 709 осіб, повіт включав 154 населені пункти, поділявся на 150 кадастральних гмін. Почався в повіті видобуток нафти.
15 вересня 1896 року судовий округ Фриштак був переданий з повіту до новоствореного Стрижівського повіту.
В 1900 році населення становило 83 794 особи. За переписом 1910 р. населення становило 87 878 осіб, було 128 гмін (самоврядних громад) і 102 фільварків.
У 1920 р. повіт був включений до новоутвореного Краківського воєводства.
1 січня 1925 р. розпорядженням Ради Міністрів Польщі села Вояшівка і Лончки Ягеллонські з територією фільварку були вилучені з Ясельського повіту Краківського воєводства і включені до Коросненського повіту Львівського воєводства.

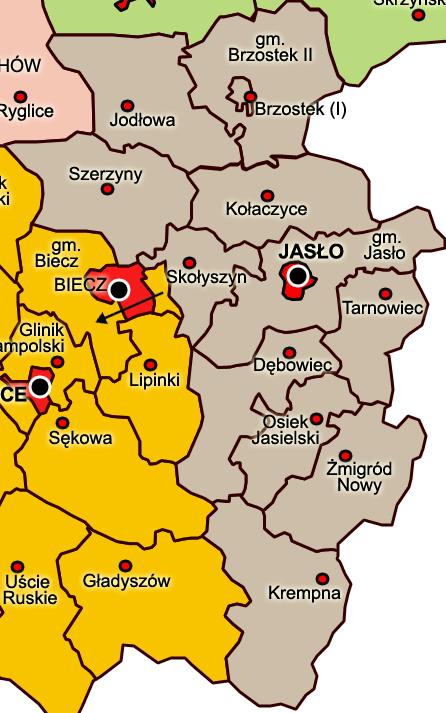
Ясельський повіт 1938

1 серпня 1934 року виконано об'єднання ґмін (ця адміністративна одиниця до того часу обмежувалася селом чи містом із присілками і хуторами) у великі сільські ґміни (рівнозначні волості):
1. Гміна Йодлова,
2. Гміна Бжостек I,
3. Гміна Бжостек II,
4. Гміна Шежини,
5. Гміна Колачице,
6. Гміна Сколишин,
7. Гміна Ясло,
8. Гміна Тарновець,
9. Гміна Дембовець,
10. Гміна Осек-Ясельський,
11. Гміна Кремпна,
12. Гміна Новий Жміґруд.

До середини XX ст. на півдні повіту 90 % населення становили лемки — найзахідніша гілка українців (у 1939 році з 8710 жителів — 8045 українців, 605 поляків, 60 євреїв). З листопада 1918 по січень 1920 багато сіл та міст входило до складу Лемківської Республіки. Після Другої світової війни українське населення було піддане етноциду в період між 1945 і 1947 роками, коли в цьому районі тривала боротьба між підрозділами УПА та польськими і радянським військами) більшість українців були вивезені в СРСР.
9 вересня 1944 року в Любліні за вказівкою верховної радянської влади було укладено угоду між Польським комітет національного визволення та урядом УРСР, що передбачала польсько-український обмін населенням. З 15 жовтня 1944 по серпень 1946 року в Україну з Ясельського повіту було депортовано 7270 осіб з 7676 взятих на облік до виселення (оприлюднені поіменні списки виселених в СРСР налічують 7490 осіб).
У квітні-травні 1947 року під час операції «Вісла» польська армія виселила з Ясельського повіту на приєднані до Польщі північно-західні терени 533 українців. Чоловіки були ув'язнені в концтаборі Явожно (колишня філія Освенціму), а решту було виселено на новоприєднані до Польщі німецькі землі. Залишилося 77 невиселених українців, які також підлягали виселенню.

## Адміністративний устрій
Міста: Ясло, Колачице
- міська гміна: Ясло
- місько-сільська гміна: Гміна Колачице

Сільські гміни:
1. Гміна Бжиська,
2. Гміна Дембовець,
3. Гміна Ясло,
4. Гміна Кремпна,
5. Гміна Новий Жміґруд,
6. Гміна Осек-Ясельський,
7. Гміна Сколишин,
8. Гміна Тарновець.

## Демографія
Демографічні дані повіту станом на 30.06.2005:
|       | Всього  | Всього | Жінки  | Жінки | Чоловіки | Чоловіки |
| ----- | ------- | ------ | ------ | ----- | -------- | -------- |
|       | осіб    | %      | осіб   | %     | осіб     | %        |
| Повіт | 115 323 | 100    | 58 838 | 51    | 56 485   | 49       |
| Міста | 37 814  | 100    | 19 688 | 52,1  | 18 126   | 47,9     |
| Села  | 77 509  | 100    | 39 150 | 50,5  | 38 359   | 49,5     |